# Chris Wood (muzikant)

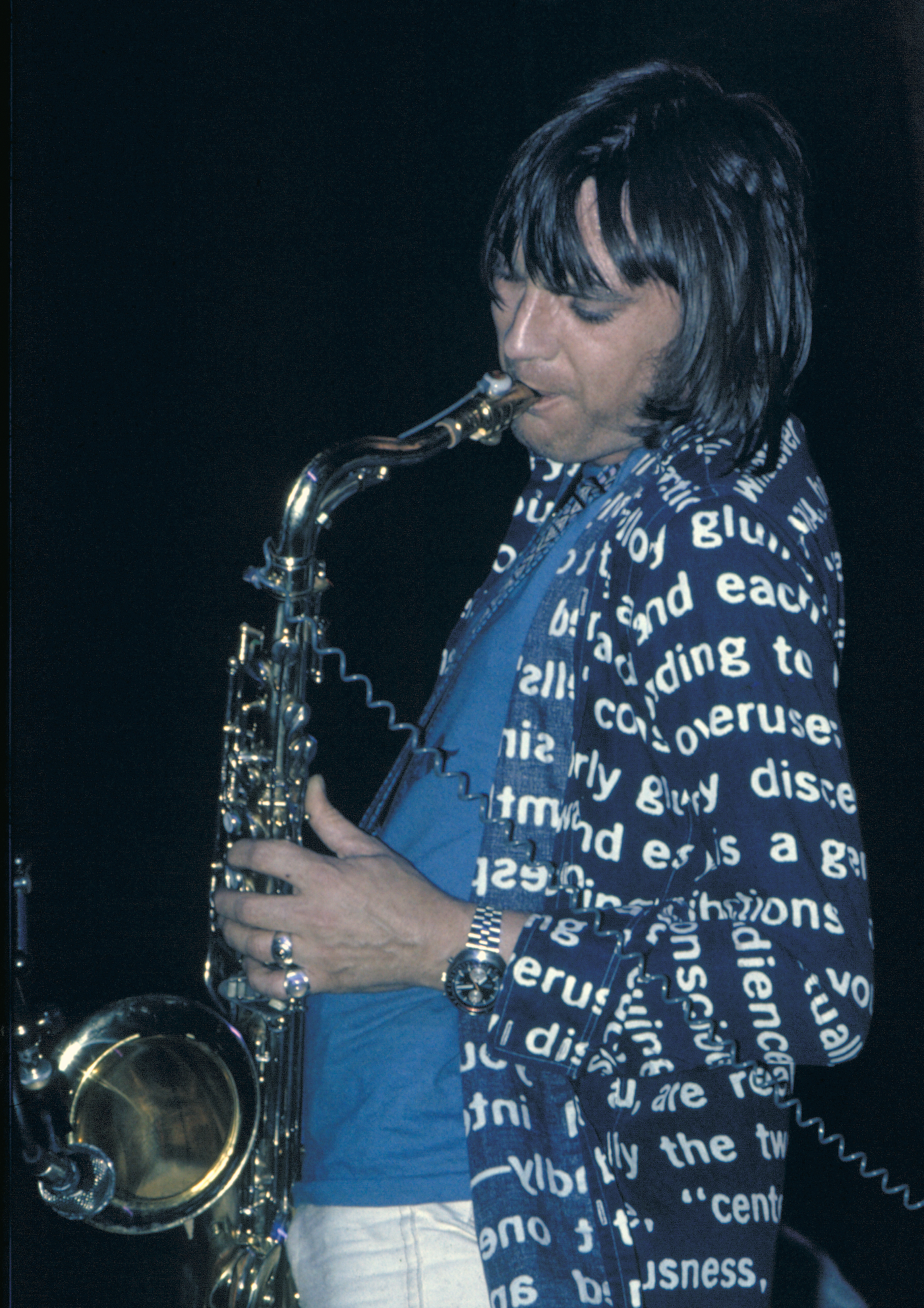
Chris Wood

Christopher Gordon Blandford (Chris) Wood (Birmingham, 24 juni 1944 – aldaar, 12 juli 1983) was een Brits muzikant en was met Steve Winwood, Jim Capaldi en Dave Mason oprichter van de rockband Traffic.
Wood speelde voornamelijk fluit en saxofoon en minder vaak toetsenbord. Ook nam hij een deel van de zang voor zijn rekening en schreef hij mee aan veel nummers van Traffic. In 1968 speelde Wood op Jimi Hendrix' album Electric Ladyland. Tijdens een tournee met Dr. John ontmoette hij zangeres Jeanette Jacobs, met wie hij van 1969 tot eind jaren 70 getrouwd was. Toen Traffic in 1970 weer bij elkaar kwam, sloot Wood zich opnieuw aan; hij zou blijven tot de band in 1975 uiteenviel. Daarnaast speelde Wood als gastmuzikant op een aantal albums van onder anderen John Martyn (Inside Out) en Small Faces (Autumn Stone).
Wood was langdurig verslaafd aan drugs en alcohol. Hij overleed in 1983 aan longontsteking, tijdens de opnamen van zijn soloalbum, dat Vulcan had zullen heten en in 2008 postuum werd uitgebracht door Esoteric Recordings.
Traffic nam nog één studioalbum op, Far from Home (1994), na de dood van Wood. Het album is aan hem opgedragen en het centrale figuur op de voorkant is een stokfiguur van een man die fluit speelt.
In juni 2013, op Woods 69e verjaardag, kondigde de Chris Wood Estate (geleid door zijn zus Stephanie) aan dat er een herdenkingsbox werd voorbereid – in samenwerking met hedendaagse muziekarchivarissen HiddenMasters, om Woods leven in de muziek op gepaste wijze te eren. De set zou onder andere het album Vulcan bevatten, zoals Chris het oorspronkelijk in 1978 had opgenomen. De box Evening Blue werd uiteindelijk drieënhalf jaar later, begin 2017, uitgebracht in een speciale deluxe eerste editie met een oplage van 1000 exemplaren. 
- Bibliothèque nationale de France: cb13815770g (data)
- Gemeinsame Normdatei: 134622472
- International Standard Name Identifier: 0000 0000 7245 570X
- Library of Congress Control Number: no2013031268
- MusicBrainz: 71036784-d80b-41ab-bce9-b87a75ddd729
- Istituto Centrale per il Catalogo Unico: DDSV366131
- Système universitaire de documentation: 079181066
- Virtual International Authority File: 54330881
- WorldCat: E39PBJhd7r7CXFXGGBHD3B8pyd